# Quinta da Granja (Lamego)

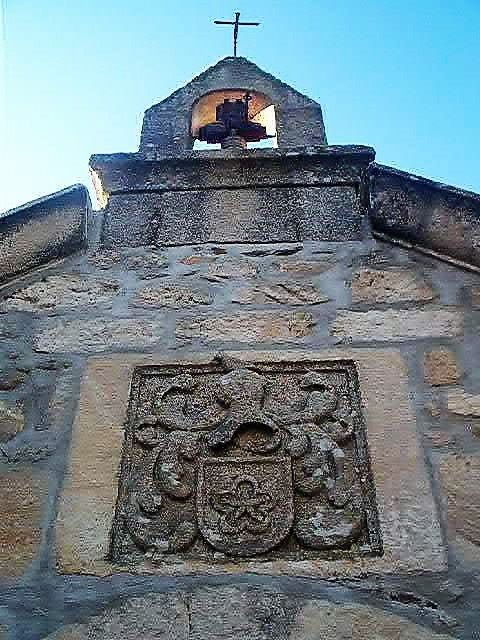
Quinta da Granja, Figueira-Lamego - Capela São Mamede

A Quinta da Granja fazia parte do Morgado da Casa da Figueira (Felgueiras Gaio) e situa-se na freguesia de Figueira, Município de Lamego.
A origem desta quinta é já mencionada no início da nacionalidade no (Livro das Doações de Salzedas). "Em 1163, Pedro Viegas com autoridade d'El Rei D. Afonso Henriques, vendeu a D. Tereza Afonso, esposa de Egas Moniz, tudo o que tinha no Território de Lamego e de Armamar, a saber: em Queimada, Figueira (...)" (74).
A Quinta possui uma capela denominada, Capela de São Mamede, que assim se denomina, por agradecimento ao Santo, pelo qual ficou conhecida a Batalha de São Mamede, ocorrida a 24 de Julho de 1128 e que foi decisiva para o nascimento de Portugal.
El-Rei D. João II, passou por Figueira e foi hospedado na Quinta da Granja "sendo ponto assente que a 28 de Outubro de 1483 já o cortejo real chegara a Lamego". (J. Veríssimo Serrão, Itinerários) (77). "No perímetro da paroquia de Figueira situava-se a Quinta da Granja, na qual se teria hospedado o Rei D. João II na romagem a S. Domingos de Queimada, como quer a tradição" (78). Certo é que em 8 de Julho de 1484 el-Rei passou "carta" a Fernão da Granja, nobre e cavaleiro, morador em Lamego, com mercê de Coudel, de Gouveia e de Santa Cruz de Ribatâmega" (79).
Até ao início do sécúlo XX, nomeava-se a Casa da Figueira na Quinta da Granja como "uma das mais importantes do concelho de Lamego, não só pela produção de vinho (...) como pelas instalações vinícolas e pela casa de habitação, a Casa da Figueira, a que se podia chamar um museu pelas antiguidades que constituíam o seu recheio" (80).
Família e suas linhagens: Os fidalgos desta quinta cruzaram-se, por casamento ou alianças, com as principias casas nobres de Portugal. São inúmeras as casas e morgados que lhe estão ligadas.
- Casas e Morgados: Senhores de Murça e Guimarães, Senhores de Ferreiros e Tendais, Morgado de Nossa Senhora dos Prazeres-Beleães, Bispo de Miranda (D. Rodrigo de Carvalho) ou Mirandela, Morgado de Barroso, Quinta de Vila Nova em  Britiande, Casa do Prado e Caria, Casa de Almendra, Alcaides de Longroiva e de Penedono, Quinta e Morgado da Casa do Poço em Lamego, Alcaides, Cavaleiros da Ordem de Cristo e Fidalgos da Casa Real.
- Extinção do Morgado: Os morgadios foram extintos em Portugal no reinado de D. Luís I por Carta de Lei de 19 de Maio de 1863, aconteceu também o fim do Morgado da Casa da Figueira e da Quinta da Granja, por essa altura. Não se sabe bem quem foram os seus últimos senhores, sendo os mais provaveis, D. Maria dos Prazeres Carvalho de Rebelo, filha de D. Diogo Lopes Teixeira de Carvalho que casou com o seu tio D. António Teixeira de Sousa e Silva Alcoforado de Magalhães e Lacerda (filho do 1º Visconde da Régua no início do séc. XIX) "A. de Almeida Fernandes em Homenagem de Britiande a D. Egas Moniz C.M. Lamego" ou Dona Maria Joana Aranha da Fonseca, viúva de José de Mello Malafaya, constando ambos, como os Donos da Quinta da Granja. Dona Joana, casou-se em 2ªs núpcias, com António da Silva Soares Cardoso, proprietário e natural de Tarouca, Granja Nova.